# San Fernando (Cebu)
San Fernando é um município de  segunda classe de renda municipal (d) na província Cebu, nas Filipinas. De acordo com o censo de 1 de maio  de  2020 possui uma população de 72 224 pessoas e 16 555 domicílios.